# Amorbach

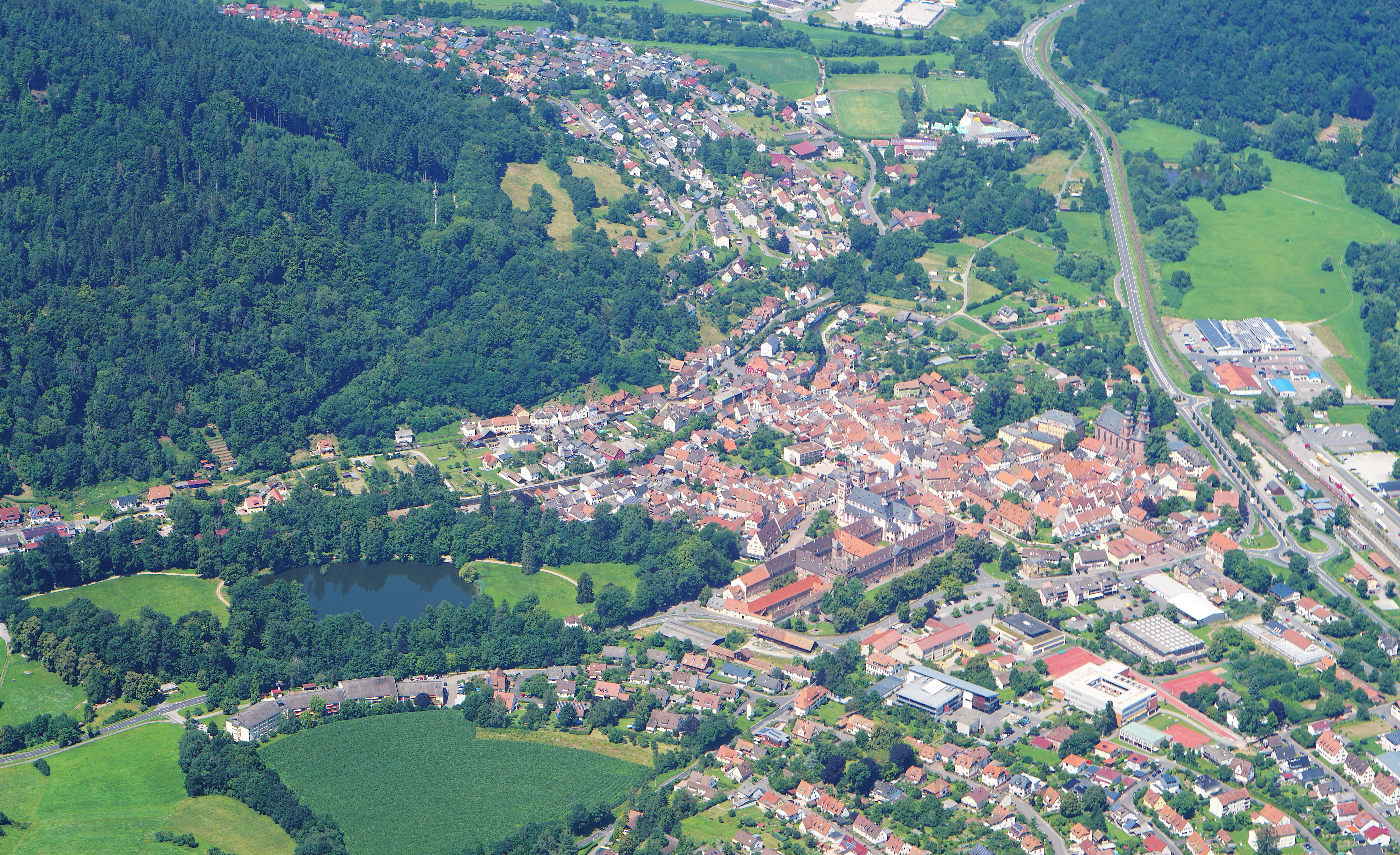
Amorbach von Südosten nach Nordwesten

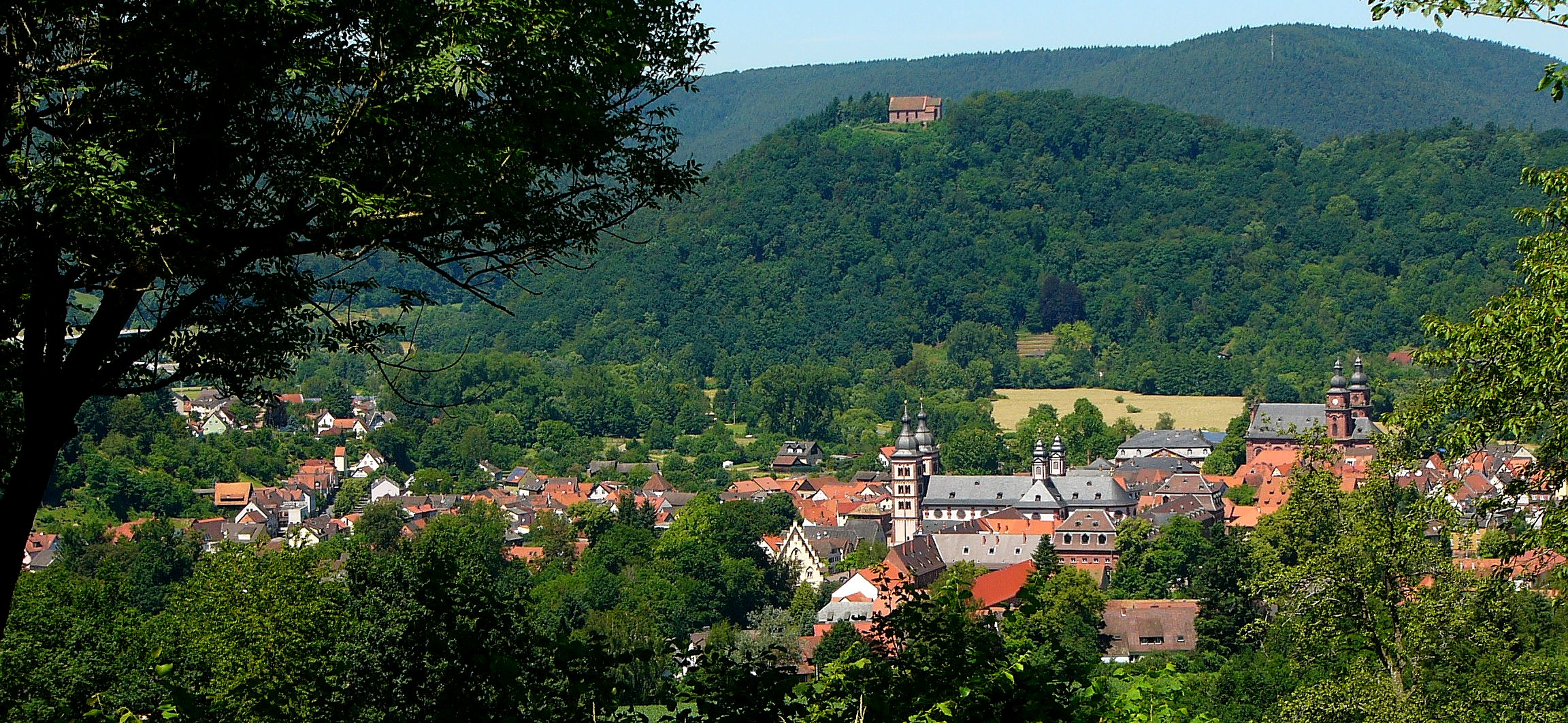
Stadtkern von Amorbach mit Gotthardsberg und Gotthardsruine

Amorbach [ˈaːmoːɐ̯bax] ist eine Stadt im unterfränkischen Landkreis Miltenberg mit knapp 4000 Einwohnern.

## Geographie

### Geographische Lage
Amorbach liegt im Odenwald in waldreicher Umgebung in dem in Süd-Nord-Richtung zum Main führenden Mudtal. Der topographisch höchste Punkt der Stadt befindet sich mit 506 m ü. NHN am Gipfel der Boxbrunner Höhe, der niedrigste liegt an der Mud auf 150 m ü. NHN.

### Naturräumliche Zuordnung
Naturräumlich gehört Amorbach zur Haupteinheit Sandsteinodenwald, die nach der naturräumlichen Gliederung Deutschlands (gemäß Meynen/Schmithüsen et al.) Teil der Haupteinheitengruppe Odenwald, Spessart und Südrhön ist.

### Gemeindegliederung
Amorbach hat elf Gemeindeteile (in Klammern der Siedlungstyp):
| - Amorbach mit - Amorsbrunn (Kapelle) - Pulvermühle (Fabrik) - Walkmühle (Einöde) | - Beuchen (Kirchdorf) - Boxbrunn im Odenwald (Kirchdorf) mit Neidhof (Einöde) - Otterbach mit Schafhof (beide Einöden) - Reichartshausen mit Neudorf (beide Kirchdörfer) |

Neudorf und Reichartshausen bilden eine östlich vom übrigen Gemeindegebiet gelegene Exklave.

### Geologie und Böden
Amorbach wird durch triassischen, festländisch abgelagerten Sandstein des Buntsandsteins bestimmt. Im Stadtgebiet kommen Schichten des Unteren Buntsandsteins, des Mittleren Buntsandsteins und des Oberen Buntsandsteins vor. Der tiefrote Buntsandstein prägt nicht nur die Landschaft von Amorbach, sondern verleiht auch einer Vielzahl an historischen Gebäuden und Flurdenkmälern ihr charakteristisches Äußeres. Im Mudtal wurden Flussschotter und Kiese im Quartär abgelagert. In den Auenbereichen der Mud bildeten sich Vegaböden aus und auf den Sandsteinstandorten des profilierten Landschaftsraumes sind Braunerdeböden als prägender Bodentyp vorherrschend.

### Klima
Die Stadt liegt in der kühl-gemäßigten Klimazone und weist ein humides Klima auf. Der Landschaftsraum von Amorbach befindet sich im Übergangsbereich zwischen dem feuchten atlantischen und dem trockenen Kontinentalklima. Nach der Klimaklassifikation von Köppen/Geiger zählt Amorbach zum warmgemäßigten Klima (C-Klima). Der durchschnittliche Jahresniederschlag beträgt in Amorbach 813 Millimeter. Die Niederschläge liegen im mittleren Drittel der in Deutschland erfassten Werte. An 66 Prozent der Messstationen des Deutschen Wetterdienstes werden niedrigere Werte registriert. Der trockenste Monat ist der September, die meisten Niederschläge fallen im Monat Dezember mit 1,5 mal so viel wie im September. Die Niederschläge variieren nur minimal und sind extrem gleichmäßig übers Jahr verteilt. An nur 5 Prozent der Messstationen werden niedrigere jahreszeitliche Schwankungen registriert.

### Flächennutzung
| Nutzung                      | Hektar |
| ---------------------------- | ------ |
| Wohnbaufläche                | 82     |
| Industrie- und Gewerbefläche | 37     |
| Verkehrsfläche               | 179    |
| Waldfläche                   | 3573   |
| Landwirtschaftliche Fläche   | 1077   |
| Fläche der Gewässer          | 12     |
| Gesamtfläche                 | 5090   |

Die Stadt ist aufgrund ihrer Lage und Struktur ländlich geprägt. Dies spiegelt sich in der Flächennutzung der Kommune wider. Wald, Wiesen und Ackerflächen (Vegetationsflächen) bilden zusammen 92,4 Prozent der Stadtfläche, wie die Flächennutzungstabelle zeigt. Die Kommune weist einen sehr hohen Anteil an Waldflächen auf, der bei 70,2 Prozent liegt. Die landwirtschaftlich genutzten Flächen nehmen mit 21,2 Prozent einen deutlich geringeren Anteil des Stadtgebiets ein.
Der Anteil der Wohnbauflächen umfasst hingegen lediglich 1,6 Prozent. Industrie- und Gewerbeflächen nehmen einen vergleichsweise geringen Flächenanteil von Amorbach in Höhe von 0,8 Prozent ein. Der Verkehrsflächenanteil liegt bei 3,5 Prozent.

### Schutzgebiete

#### Landschaftsschutzgebiet
Der Landschaftsraum der Stadt Amorbach ist als Landschaftsschutzgebiet unter Schutz gestellt. Das 30.541 Hektar große Schutzgebiet Landschaftsschutzgebiet innerhalb des Naturparks Bayerischer Odenwald (LSG-00562.01) erstreckt sich über zwei Landkreise.

#### Natura-2000-Gebiet
Die Täler der Odenwald-Bäche um Amorbach sind als Bestandteil des europäischen Netzwerks Natura 2000 an die Europäische Kommission gemeldet (Nr. 6321-371). Das Gebiet der Fauna-Flora-Habitatrichtlinie umfasst 552 Hektar und weist vier geschützte Lebensraumtypen auf. Neben feuchten Hochstaudenfluren (6430) kommen magere Flachland-Mähwiesen (6510), Weichholzauenwälder mit Schwarz-Erle (Alnus glutinosa) und Gemeine Esche (Fraxinus excelsior) (91E0) sowie Fließgewässer mit flutender Wasservegetation (3260) vor. Das Bachsystem im Sandsteinodenwald und die offenen Hangbereiche zeichnen sich durch eine charakteristische Artenausstattung bestehend aus Groppe (Cottus gobio), Bachneunauge (Lampetra planeri) sowie Dunklen Wiesenknopf-Ameisenbläuling (Glaucopsyche nausithous) und Hellen Wiesenknopf-Ameisen-Bläuling (Glaucopsyche teleius) aus.

#### Naturpark
Amorbach ist in dem  39.950 Hektar großen Naturpark Bayerischer Odenwald (BAY-01) gelegen. Der vielfältige Landschaftsraum mit seiner typischen Naturausstattung wurde wegen seiner Erholungseignung im Jahre 1982 unter Schutz gestellt. Es sollen dem Schutzzweck entsprechend Landschaftsteile der Allgemeinheit zugänglich gemacht und erhalten werden. Die Bewahrung des für den bayerischen Odenwald charakteristischen Landschaftsbildes in Form seiner Schönheit, Vielfalt und Eigenart ist ein weiterer Schutzzweck, neben der Sicherung der Leistungsfähigkeit des Naturhaushaltes.

#### Naturdenkmäler
Die Zittenfeldener Quelle ist eine als Naturdenkmal ausgewiesene Quelle.

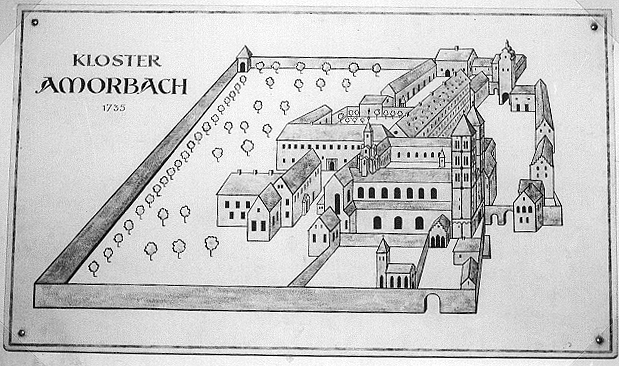
Kloster Amorbach 1735

## Geschichte
Frühere Schreibweisen aus diversen historischen Karten und Urkunden lauten auf Amerbach (Jahr 993) oder Ammerbach (1144). Erst um 1200 wandelte sich der Name in Amorbach.

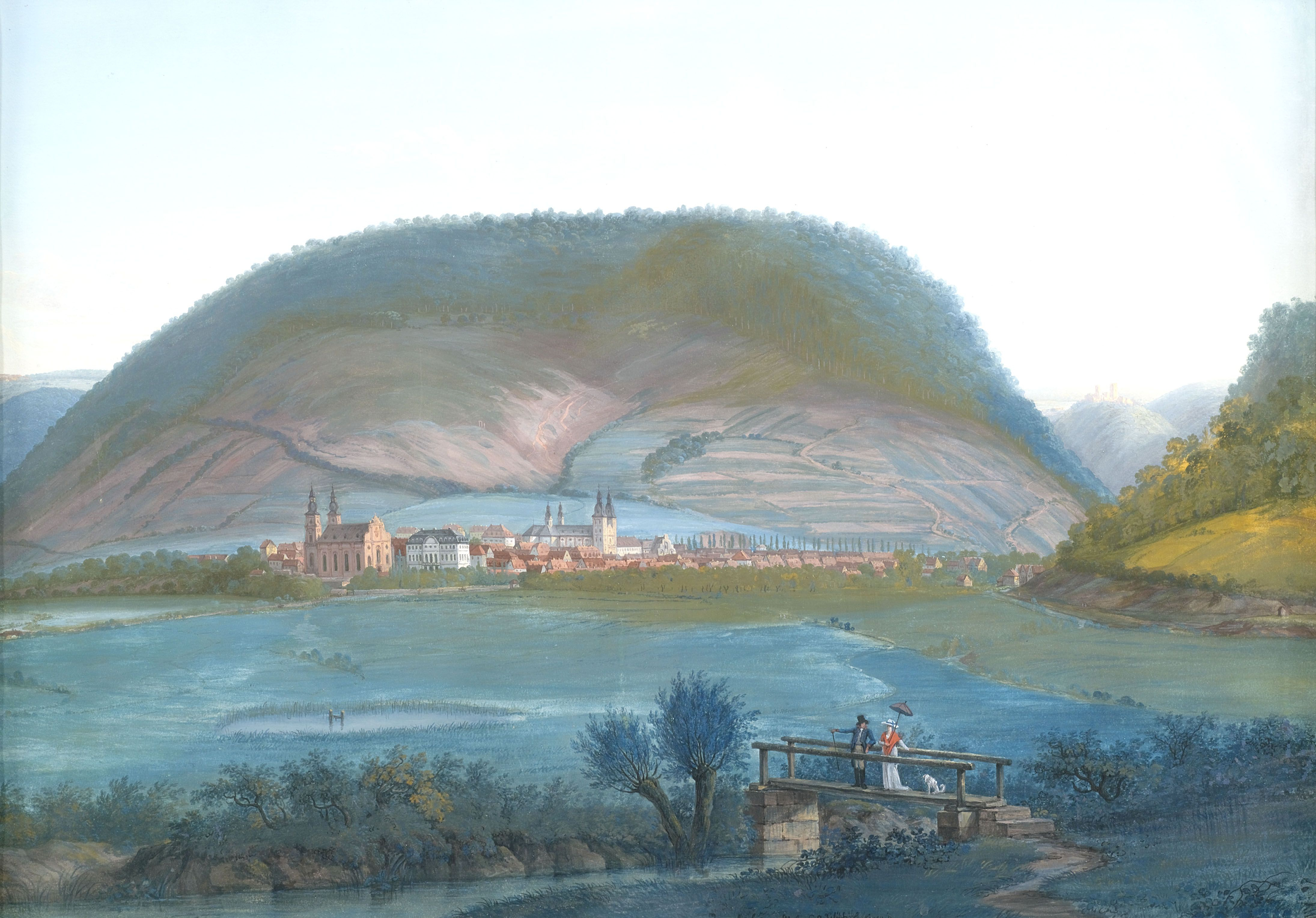
Amorbach um 1800

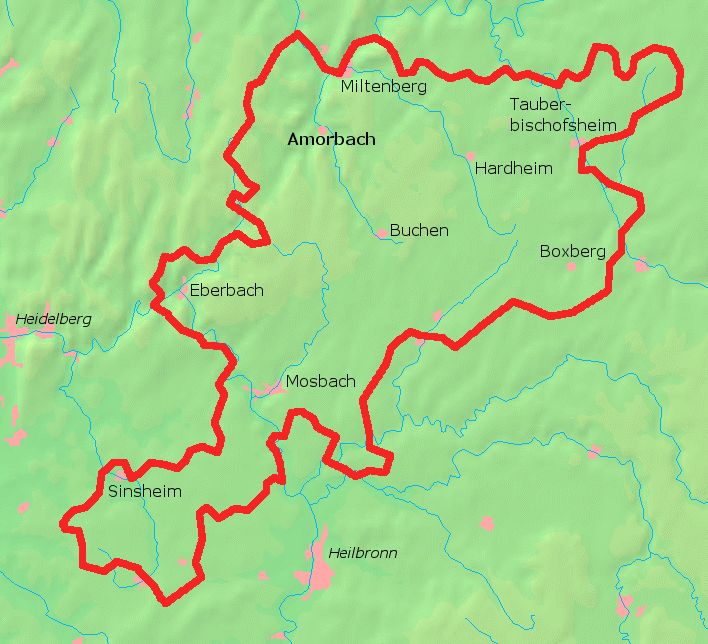
Fürstentum Leiningen

Ursprünglich entstand der Ort aus dem Benediktinerkloster Amorbach, das sich nach und nach zu einem Ort entwickelte, der 1253 zur Stadt erhoben wurde. In späteren Jahren wechselte die im Grenzgebiet von Hessen, Bayern und Baden-Württemberg gelegene Stadt mehrmals den Landesherrn. Sie gehörte vor 1803 lange zu Kurmainz und somit auch zum Kurrheinischen Reichskreis. Zwischen 1803 und 1806 war sie Residenzstadt des Fürstentums Leiningen. Erst 1816 wurde Amorbach bayerisch (Vgl. auch Vertrag von München (1816)). Im Zuge der Verwaltungsreformen in Bayern entstand mit dem Gemeindeedikt von 1818 die heutige Gemeinde. In Amorbach existierte um 1600 ein mittelalterliches Leprosorium, das als „Siechenhaus“ benannt war.
Im Jahr 1862 wurde das Bezirksamt Miltenberg gebildet, auf dessen Verwaltungsgebiet Amorbach lag. Wie überall im Deutschen Reich wurde 1939 die Bezeichnung Landkreis eingeführt. Amorbach war nun eine der 31 Gemeinden im Altkreis Miltenberg. Dieser schloss sich am 1. Juli 1972 mit dem Landkreis Obernburg am Main zum neuen Landkreis Miltenberg zusammen.
Von 1965 bis 2015 war Amorbach als Luftkurort anerkannt.
Am 1. April 1973 wurde die Gemeinde Boxbrunn im Zuge der Gemeindegebietsreform eingegliedert. Am 1. Januar 1975 kam von der aufgelösten Gemeinde Beuchen, die bis 1870 Beuchen-Zittenfelden hieß, der Gemeindeteil Beuchen hinzu, während Zittenfelden dem Markt Schneeberg zugesprochen wurde. Reichartshausen kam am 1. Januar 1976 hinzu.

## Einwohnerentwicklung
Die Bevölkerungsentwicklung war zwischen 1840 und 2017 leicht positiv. Lebten 1840 noch 3614 Bürger in Amorbach, waren es 2017 bereits 3958 Einwohner. Nach dem Zweiten Weltkrieg gab es einen starken Zuzug in die Kommune und im Jahre 1950 zählte die Stadt Amorbach mit 4640 Menschen die höchste Einwohnerzahl. Danach war die Einwohnerentwicklung tendenziell rückläufig.
| Jahr      | 1840 | 1871 | 1900 | 1925 | 1939 | 1950 | 1961 | 1970 | 1987 | 2008 | 2009 | 2010 | 2011 | 2012 | 2013 | 2014 | 2015 | 2016 | 2017 |
| Einwohner | 3614 | 3003 | 2723 | 2974 | 2884 | 4640 | 4443 | 4481 | 4273 | 3988 | 3956 | 3904 | 4011 | 3975 | 4004 | 3966 | 3984 | 3987 | 3958 |

Im Zeitraum 1988 bis 2018 sank die Einwohnerzahl von 4230 auf 3990 um 240 Einwohner bzw. um 5,7 %. 1992 hatte Amorbach einen Stand von 4359 Einwohnern erreicht.
Quelle: Einwohnerzahlen des Bayerischen Landesamts für Statistik

## Politik

### Stadtrat
Die Sitzverteilung im Stadtrat nach der Kommunalwahl vom 15. März 2020 ist in nebenstehendem Diagramm dargestellt:

### Bürgermeister
An der Gemeindespitze steht als 1. Bürgermeister seit 22. Dezember 2006 Peter Schmitt (CSU); 2012 wurde er mit 95,3 % wiedergewählt; 2020 mit 93,67 %. Seine Stellvertreter sind als 2. Bürgermeister Wolfgang Härtel (SPD) und als 3. Bürgermeister Bernhard Springer (CSU).

### Wappen
|                                        | Blasonierung: „In Grün eine silberne Kirche in Seitenansicht mit zwei Fassadentürmen, sechseckigem Dachreiter und quadratischem Turm am Chorschluss.“ |
| Die Wappenführung ist bis 1290 belegt. | |

### Städtepartnerschaften
- Vic-sur-Cère, Region Auvergne-Rhône-Alpes, Frankreich, seit 1967

## Kultur und Sehenswürdigkeiten

### Pfarrkirche St. Gangolf

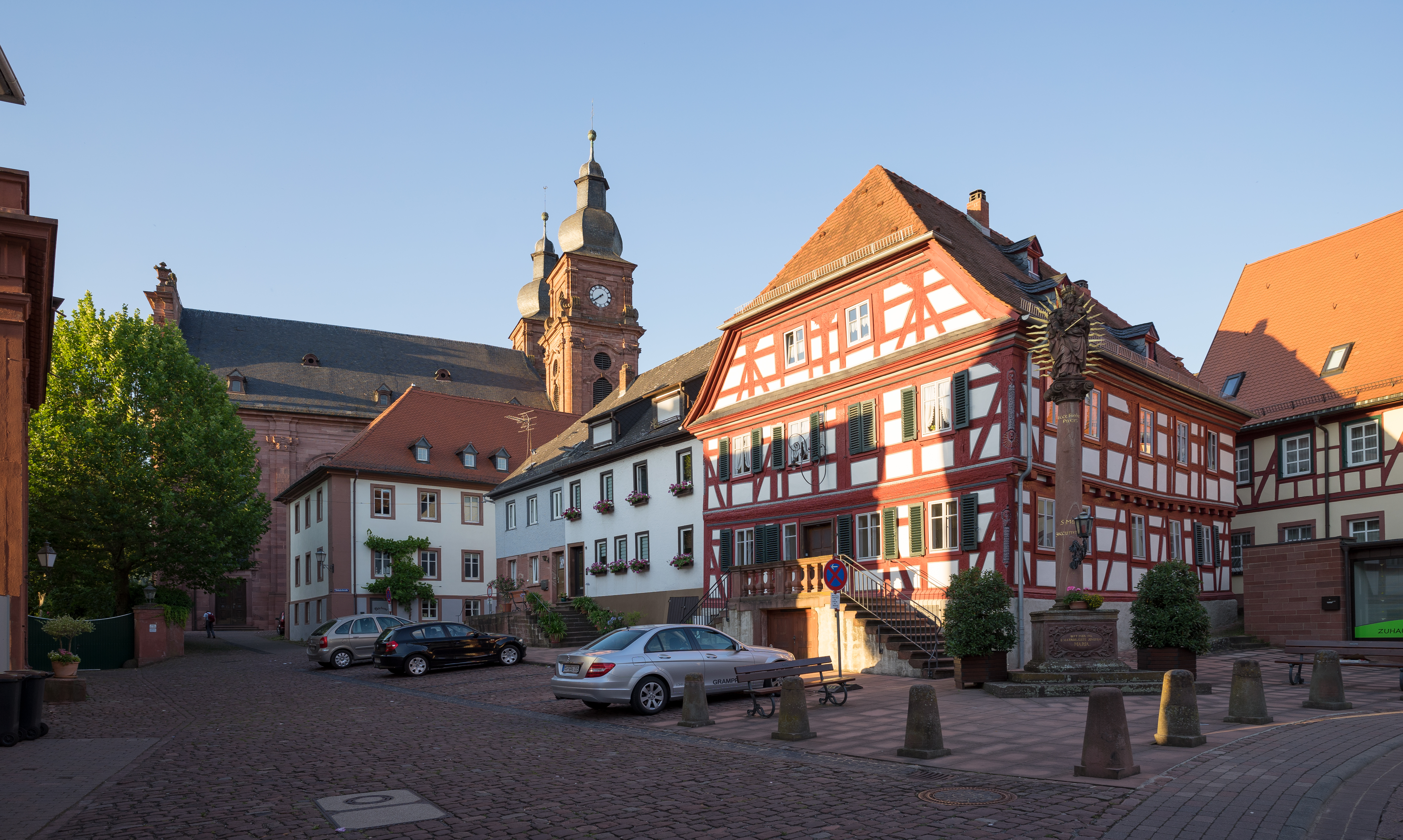
Pfarrkirche St. Gangolf und Marktplatz in Amorbach

St. Gangolf, die aus der Mitte des 18. Jahrhunderts stammende katholische Pfarrkirche, ist vor allem für die Deckenmalereien und die Orgel bekannt.

### Fürstlich-Leiningensches Palais Amorbach

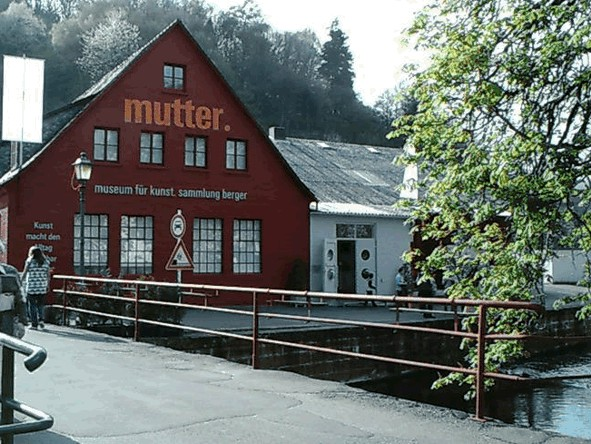
Sammlung Berger mit Teekannenmuseum

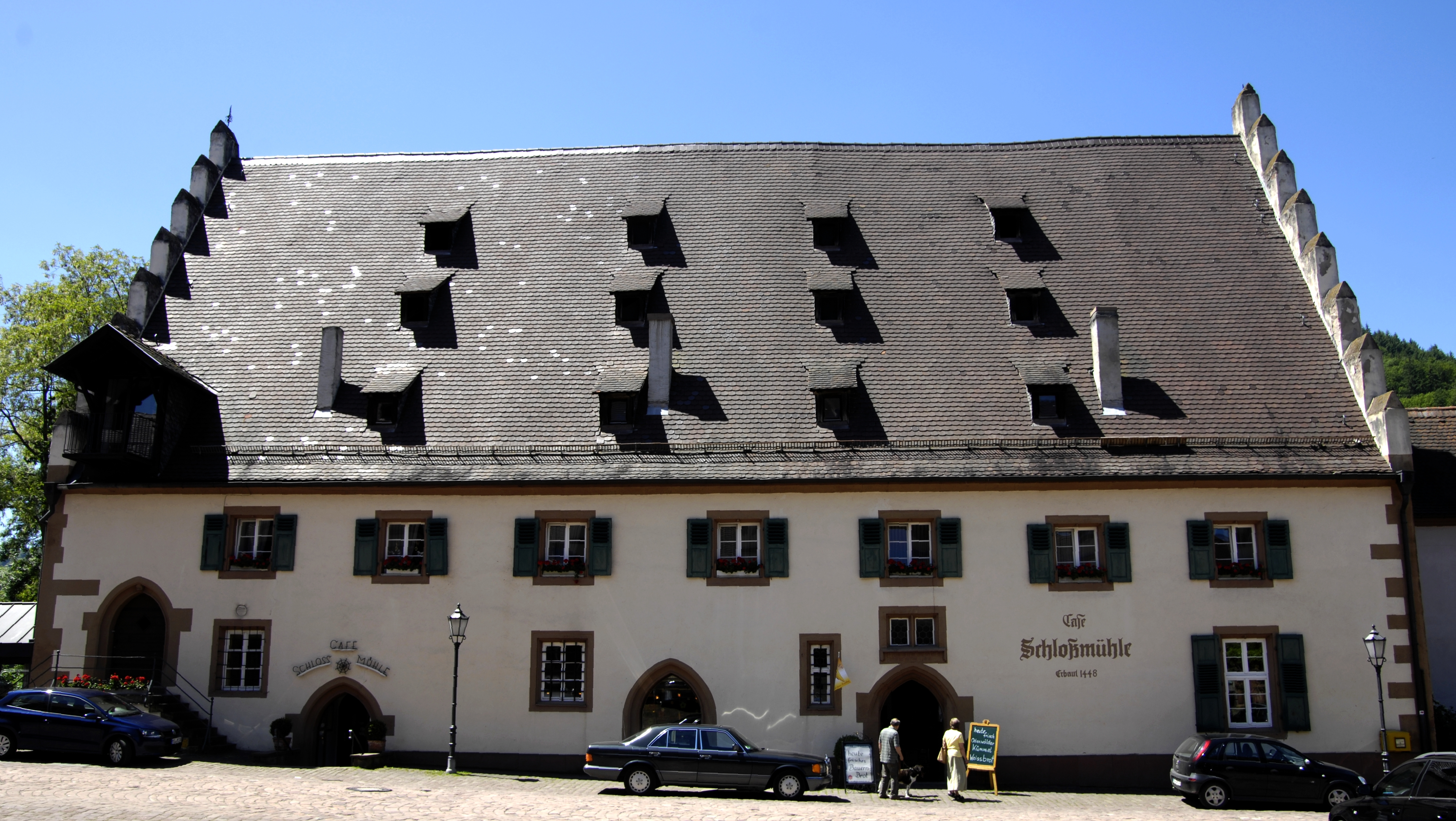
Ehemalige Schlossmühle

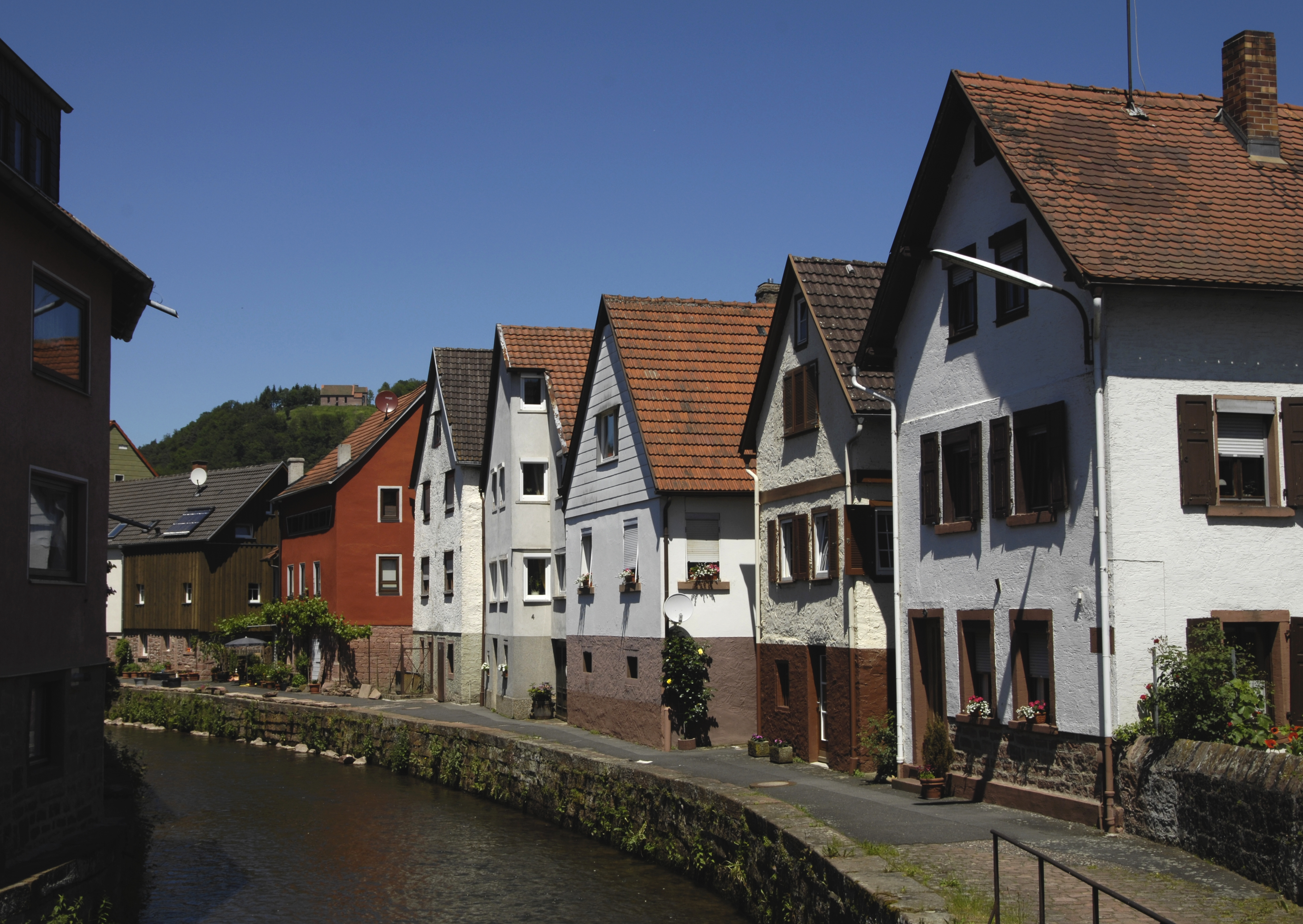
Häuserzeilen am Fluss

### Museen
Einmalig, zumindest im europäischen Raum, war das Museum Sammlung Berger mit Teekannenmuseum. Neben Exponaten moderner Kunst von Arman, Michael Buthe, Chagall, Christo, Keith Haring, Otto Reichart, Rebecca Horn, Yves Klein, Roy Lichtenstein, Nam June Paik, Niki de Saint-Phalle, H. A. Schult, Daniel Spoerri, Ben Vautier, Dick Higgins und anderen zeigte das Museum die größte Teekannensammlung Europas mit 2467 figürlichen Teekannen aus aller Welt und rund 500 Miniaturteekannen. Seit Ende 2017 ist das Museum jedoch von dem privaten Besitzer geschlossen worden (nach Auskunft der Tourist Information Amorbach).

### Zehntscheuer
Die Zehntscheuer, 1488 erbaut, hat seit fünf Jahrhunderten eine zentrale Bedeutung für die Stadt. Ursprünglich für die Aufbewahrung der Naturalsteuer Zehnt des Mainzer Kurfürsten erbaut, wurde sie in den 1960er Jahren nach umfassenden Umbauarbeiten als Kino betrieben.
Der Kulturkreis Zehntscheuer Amorbach e. V., der das Gebäude 1991 zur Kleinkunstbühne umgestaltete, hat sich neben dem angebotenen Programm zur Aufgabe gemacht, das im historischen Stadtkern gelegene Gebäude zu erhalten und zu renovieren. Der Kauf der Zehntscheuer erfolgte im Jahr 2001. In den vergangenen Jahren wurden nach und nach die Toilettenanlagen modernisiert und erweitert, der aus Kinozeiten stammende schräge Fußboden wurde begradigt sowie der komplette Innen- und Außenputz samt Anstrich saniert bzw. erneuert. Ebenfalls gab es eine Licht- und Tonanlage sowie eine den Vorschriften entsprechende Küche. Für die Außenfassade wurden unter fachmännischer Anleitung alte Farben und Techniken verwendet. 2.500 freiwillig geleistete Arbeitsstunden und weit über 120.000 Euro waren nötig, um dies zu erreichen. Der Kauf wurde unter anderem durch Spendenaktionen, Benefizkonzerte und finanzielle Rücklagen des Vereines möglich.
Der zweite große Bauabschnitt waren die Ertüchtigung des Außenputzes samt Anstrich sowie ein komplett neues Dach im Jahre 2013 mit einem Gesamtvolumen von weiteren 100.000 Euro. Diese Maßnahme wurde gefördert von der Joachim und Susanne Schulz Stiftung, dem Regierungsbezirk Unterfranken, dem Bayerischen Landesamt für Denkmalschutz sowie der Bayerischen Landesstiftung. Ein weiteres Ziel ist die Renovierung des Innenraumes unter der Maßgabe, den Stil möglichst zu erhalten.

### Templerhaus
Das Templerhaus ist ein mittelalterlicher Adelssitz im Bautyp eines Festen Hauses. Es stammt aus dem 13. Jahrhundert und gilt als das älteste erhaltene Fachwerkhaus in Bayern.

### Kapelle Amorsbrunn
Die Kapelle Amorsbrunn liegt im Otterbachtal etwa zwei Kilometer vom Ortszentrum entfernt. Sie ist über einer Quelle erbaut, die schon in vorchristlicher Zeit als heiliger Ort verehrt wurde. Ein romanischer Vorgängerbau wurde im 16. Jahrhundert erweitert, als die Wallfahrt zunahm. Die Kapelle ist mit einem farbig gefassten, spätgotischen Flügelaltar ausgestattet. Das Quellwasser wird neben der Kapelle in einem Becken gesammelt, das als Heilbad verwendet wurde.

### Jordansbad

Das Jordansbad kurz nach seinem Bau 1862

Der Gerber Georg Anton Jordan entdeckte um 1830 zufällig, dass sich das Leder, das mit dem Wasser seines Hofbrunnens in Berührung kam, verfärbte. Eine Untersuchung des Wassers durch den Chemiker Professor Bickel in Würzburg ergab, dass das Wasser außer Laugensalz, salzsaurem Salz, Eisen und Kalkerde auch einen guten Teil Schwefel enthielt. Daraufhin versuchte Jordan, das gesamte Anwesen für 6000 Gulden an die Stadt zu verkaufen, damit diese ein Heilbad daraus bauen würde, was jedoch scheiterte. Jordan entschloss sich, selbst ein Heilbad aufzubauen, und ließ hierzu ein erneutes, exakteres Gutachten anfertigen, diesmal durch den Würzburger Hofrat Professor Osan. Das Wasser wurde als alkalisch-muriatischer Säuerling mit Humussäure, humussaurem Eisenoxidul, kohlensaurem Natron, schwefel- und phosphorsaurem Natron sowie schwefelsaurer Kalkerde und Kieselerde in außergewöhnlicher Menge charakterisiert, mit dem sich nach Meinung Osans sehr viele Leiden kurieren ließen. Jordan ließ nach diesem Gutachten zwei weitere Brunnen bohren und im Hinterhaus seiner Wohnung ein Badehaus einrichten, sodass er 1833 eine Badeanstalt eröffnen konnte. Es handelte sich um acht separate Räume mit Wannenbädern, für die warmes und kaltes Wasser zur Verfügung stand. Der Eintritt war für damalige Verhältnisse recht teuer, er kostete in den Anfangsjahren 24 Kreuzer (ab 1873 20 Kreuzer) für ein Einzelbad und vier Gulden für ein Abonnement von 12 Eintritten, womit ein Einzelbad 20 Kreuzer (ab 1873 18 Kreuzer) kostete. 1842 erhielt Jordan die „Lizenz zur Essigsiederei und Liqueurdestillation“, die er dazu nutzte, neben dem Badebetrieb auch eine Likör- und Essigfabrik zu betreiben.
Nach Georg Anton Jordans Tod 1848 übernahm sein aus Walldürn stammender Neffe Franz Jakob die Badeanstalt und nahm beträchtliche Investitionen vor. So wurden unter anderem das Badegebäude saniert und ein Flussbad am Billbach aufgebaut. Um 1860 wurde das Badehaus komplett erneuert und vergrößert. Am 20. Dezember 1866 erhielt Jordan nach mehreren Anläufen die Konzessionsurkunde, mit der ihm das Brau- und Zapfrecht eingeräumt wurde. Somit konnte er zum Badebetrieb auch ein Wirtshaus (später „Gasthaus zum Deutschen Hof“) mit einer kleinen Brauerei und einer kleinen Brennerei betreiben. Ab Oktober 1876 übernahm sein Sohn Wilhelm sämtliche Geschäfte. Um 1890 erreichte der Bäderbetrieb seinen Höhepunkt. Danach nahmen die Besucherzahlen stetig ab, was zum einen der zunehmend schlechteren Wasserqualität durch Abwasserverunreinigung und zum anderen dem abnehmenden Interesse an den scheinbar altmodischen Wasserkuren geschuldet war. 1913 wurde der Badebetrieb eingestellt, die Quellen wurden zugeschüttet.

### Baudenkmäler
- Rathaus (Amorbach)

### Regelmäßige Veranstaltungen
- Amorbacher Abteikonzerte in der Abteikirche des ehemaligen Klosters Amorbach
- Kabarett und Kleinkunstprogramm in der Kleinkunstbühne Zehntscheuer Amorbach
- Jährlich am Muttertag findet der sogenannte Gangolfsritt statt, ein Pferdeumzug quer durch die Stadt.
- Jährlich im Juni findet der Volkslauf Jollelauf über 8,4 km durch die Stadt und den Seegarten statt.[32]
- Jährlich im Juni findet der Sommerrausch im Seegarten – ein Open-Air-Kabarett-Festival – statt.

## Wirtschaft und Infrastruktur
Im Zeitraum zwischen 2012 und 2017 hat die Zahl der sozialversicherungspflichtigen Beschäftigten in Amorbach leicht zugenommen. Waren es im Jahre 2012 noch 1395 Beschäftigte, stieg die Anzahl im Jahre 2017 auf 1445 an, wobei der Anteil der weiblichen und männlichen Beschäftigten sich weitgehend die Waage hielt. Im Jahre 2017 standen 764 männlich Beschäftigten 681 weiblich Beschäftigte gegenüber. Die Anzahl der Erwerbstätigen im produzierenden Gewerbe ist im Jahre 2017 mit 757 am höchsten. Im Dienstleistungssektor sind 373 beschäftigt und im Handel, Verkehr und Gastgewerbe sind 221 Beschäftigte tätig. In der Land- und Forstwirtschaft sowie Fischerei ist seit 2016, trotz des hohen Waldanteils der Kommune kein Arbeitnehmer mehr beschäftigt.
Amorbach umwirbt erholungsuchende Touristen mit seinen zahlreichen barocken Bauwerken.

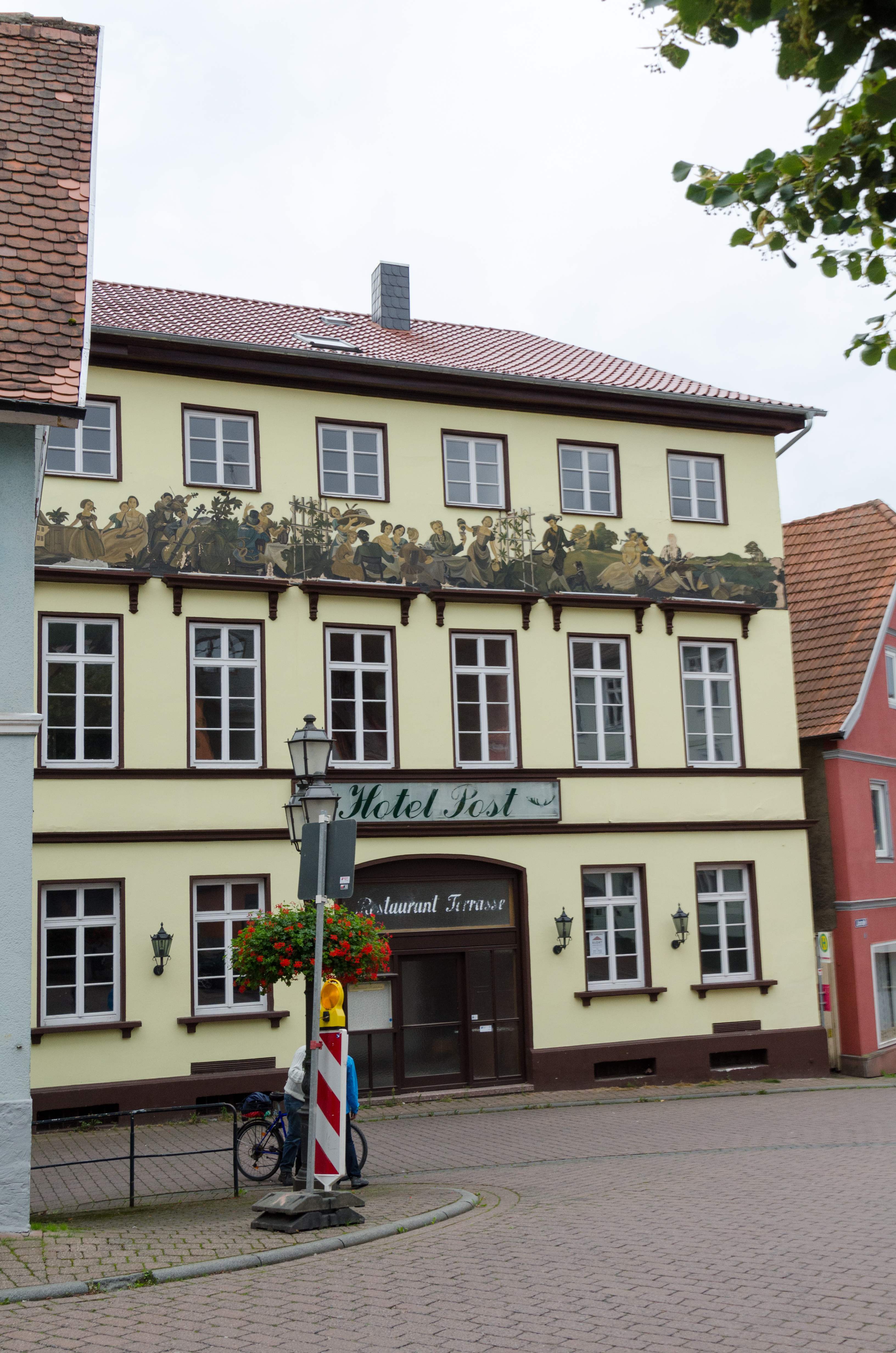
Hotel Post, Schmiedsgasse 2: der einzige Ort auf diesem fragwürdigen Planeten …, in dem ich mich im Grunde noch zuhause fühle. Adorno nach der Rückkehr aus dem Exil.

Auch Theodor W. Adorno, der regelmäßig als Stammgast in Amorbach weilte, trug zum Bekanntheitsgrad bei. Das Hotel Post, in dem er als Kind mit seiner Familie mehrere Sommer verbrachte, war für den Gelehrten zu einer zweiten Heimat geworden. Über das Verhältnis Amorbachs zu Adorno wurde am 9. Juli 2012 ein Radiobeitrag von Ludger Fittkau im Deutschlandradio Kultur ausgestrahlt, in dem Adornos Wertschätzung Amorbachs zum Ausdruck kommt. Die Altdeutsche Weinstube im Restaurant Poststuben wurde vom Vater Adornos mit Wein aus seiner Frankfurter Weinhandlung Wiesengrund beliefert. Adorno, der ein Schüler Alban Bergs war und für Schönberg Partei ergriff, will in Amorbach den Weg zur atonalen Musik gefunden haben.
Die noch um 1960 vorhandene Perlmutt-Industrie ist nur noch vereinzelt in Künstlerhand anzutreffen. Amorbach ist der Stammsitz des Fürstenhauses zu Leiningen. 1992 wurde der Stadt die Europa-Nostra-Medaille verliehen.
Am 24. September 1948 gründete Friedrich-Karl Rogge das heutige Odenwald Faserplattenwerk in Amorbach mit derzeit rund 470 Mitarbeitern.

### Verkehr
Durch den Ort führt die Bundesstraße 47, die Nibelungenstraße, auf dem Weg von Michelstadt im Westen nach Walldürn im Osten. In der Stadt zweigt die Bundesstraße 469 nach Norden ab und führt entlang der Mud nach Miltenberg. In südwestliche Richtung zweigt die Staatsstraße 2311 ab und führt über Kirchzell zur Landesgrenze nach Baden-Württemberg und weiter nach Eberbach am Neckar.
Der Bahnhof mit einem Eisenbahnmuseum steht an der Bahnstrecke Seckach–Miltenberg (KBS 784), auch Madonnenlandbahn genannt. In Seckach zweigt die Linie von der Bahnstrecke Neckarelz–Osterburken ab und in Miltenberg von der Maintalbahn. In Seckach besteht Anschluss an die S-Bahn Rhein-Neckar, die in den Verkehrsverbund Rhein-Neckar (VRN) integriert ist. Der Bahnhof gehört außerdem zum Übergangs-Tarifgebiet des Rhein-Main-Verkehrsverbundes.
Der ÖPNV wird durch die Verkehrsgemeinschaft am Bayerischen Untermain betrieben.

### Radfernwege
Durch das Stadtgebiet führen folgende Radwanderwege:
- Der 225 km lange 3-Länder-Radweg führt als Rundweg durch das Dreiländereck von Hessen, Baden-Württemberg und Bayern. Entlang von Mümling, Neckar und Main erkundet die Route den Odenwald.
- Der Deutsche Limes-Radweg führt von Bad Hönningen durch Westerwald, Taunus und Odenwald zum 818 Kilometer entfernten Regensburg und orientiert sich am historischen  Verlauf des Obergermanisch-Raetischen Limes.

### Wanderwege
Durch Amorbach führt der Nibelungensteig, ein 130 Kilometer langer, mit dem Gütesiegel „Qualitätsweg Wanderbares Deutschland“ zertifizierter Fernwanderweg, der den Odenwald von Westen nach Osten komplett durchzieht.
Ebenfalls führt die Westschleife des 794 km langen Fränkischen Marienwegs nördlich des Ortszentrums durch den Bürgerpark.

### Schulen
- Karl-Ernst-Gymnasium Amorbach
- Theresia-Gerhardinger-Realschule der Diözese Würzburg
- Parzival-Mittelschule
- Wolfram-von-Eschenbach-Grundschule

## Persönlichkeiten

### Ehrenbürger
- 2010: Dirk Rogge (* 14. April 1942), ehemaliger Gesellschafter der Odenwald Faserplattenwerk (OWA) GmbH[38]
- 2011: Susanne Everth-Schulz (* 7. Juli 1920, † 13. August 2015), Buchhändlerin[39]

### Söhne und Töchter der Stadt

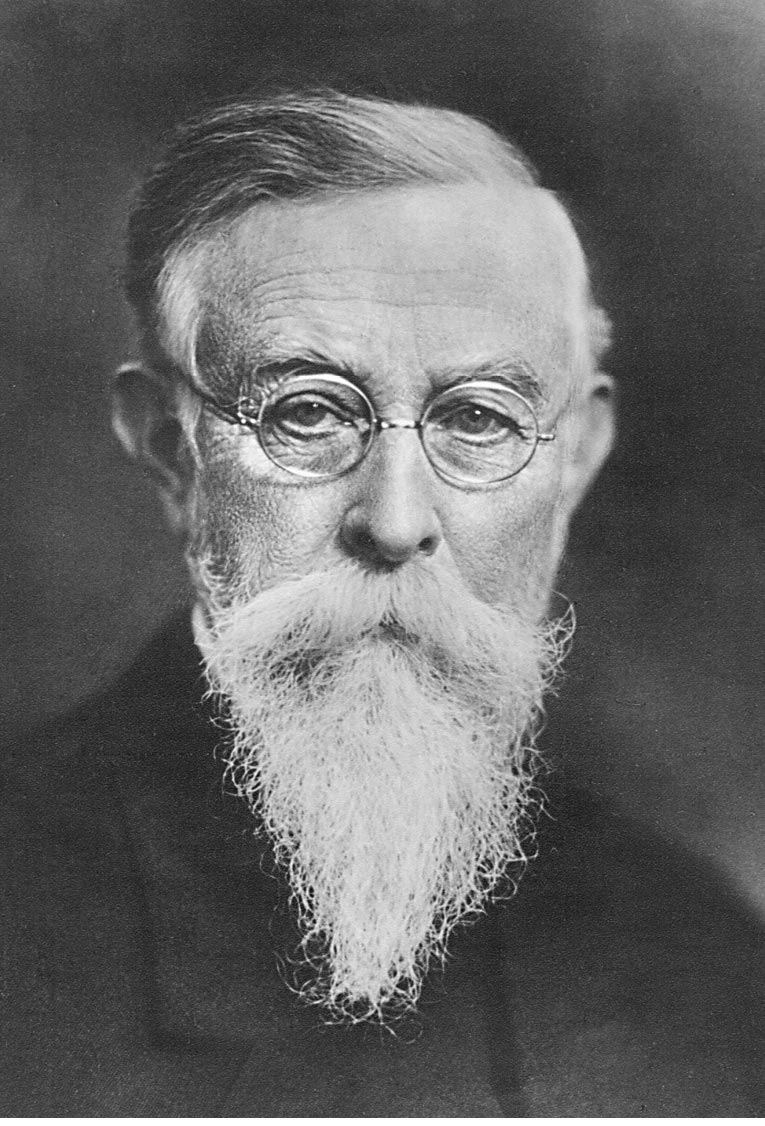
Karl von Tubeuf, 1930er-Jahre

- Johann Amerbach (um 1440–1513), Drucker und Verleger der Frühdruckzeit
- Franz Joseph von Oberkamp (1710–1767), deutscher Mediziner und Leibarzt des Kardinals und Fürstbischofs von Speyer, des Fürstbischofs von Bamberg und Würzburg und des Kurfürsten und der Kurfürstin von der Pfalz
- Stephan Alexander Würdtwein (1719–1796), Weihbischof von Worms, Historiker
- Karl zu Leiningen (1804–1856), dritter Fürst zu Leiningen
- Feodora zu Leiningen (1807–1872), durch Heirat Fürstin zu Hohenlohe-Langenburg, Halbschwester der britischen Königin Victoria
- Bonaventura Baier (1818–1893), Erster Abt der Trappistenabtei Mariastern
- Ernst zu Leiningen (1830–1904), vierter Fürst zu Leiningen
- Friedrich Karl Ludwig von Beust (1817–1899), Revolutionär in Baden, Reformpädagoge in Zürich
- Franz Joseph von Stein (1832–1909), Bischof von Würzburg (1879–1898), Erzbischof von München und Freising (1898–1909)
- Heinrich Albert (1835–1908), Chemiker und Industrieller
- Natalie Eschborn, verheiratete Baronin von Grünhof (1836–1905), Schauspielerin und Opernsängerin
- Franz Emmerich (1842–1927), katholischer Geistlicher, Seminarleiter und Domkapitular
- Hermann Volkhardt (1851–1909), Konditor und Hotelier, Besitzer des Grand Hotels Bayerischer Hof in München
- Heinrich Manz (1852–1914), Schuhfabrikant und Reichstagsabgeordneter
- Karl von Tubeuf (1862–1941), Phytopathologe (1902–1933 Professor in München)
- Benedikt Maria Reichert (1868–1917), Ordensgeistlicher (Dominikaner) und Bibliothekar
- Georg Stang (1880–1951), bayerischer Politiker und Präsident des Bayerischen Landtags
- Oskar Martin-Amorbach (1897–1987), Maler und Professor in München und Berlin
- Albert Krebs (1899–1974), Politiker
- Hermann zu Leiningen (1901–1971), Automobilrennfahrer
- Robert Schwab (1905–1987), Mediziner (Internist) und Hochschullehrer
- Berthold Bührer (1908–1996), Musiklehrer, Organist und Kantor
- Manfred Sommer (1945–2023), Informatiker
- Manfred Schäfer (1949–2003), Ethnologe, Fotograf, Filmemacher
- Klemens Schnorr (* 1949), Organist und Musikwissenschaftler
- Bernhard Bundschuh (1957–2024), Ingenieur und Hochschullehrer für Signale und Systeme der Elektrotechnik
- Horst Wolf (* 1964), Basketball-Nationalspieler

### Persönlichkeiten, die in Amorbach wirken oder gewirkt haben
- Victoire von Sachsen-Coburg-Saalfeld (1786–1861), die Mutter der späteren britischen Königin Victoria lebte zeitweise in Amorbach.
- Carl Christian Knaus (1801–1844), Kameralist und Agrarwissenschaftler, führte Reformen in der Agrarverwaltung durch.
- Der Philosoph Theodor W. Adorno (1903–1969) verbrachte in seiner Kindheit die Sommer in Amorbach und betrachtete die Stadt seither als seine Heimat.[40]
- Die Kabarettisten Philipp Weber (* 1974) und Vince Ebert (* 1968) wuchsen in Amorbach auf.
- Dieter Michael Feineis (1945–2021), römisch-katholischer Geistlicher und Kirchenhistoriker, 1970 bis 1976 Kaplan in Amorbach und Bad Brückenau
- Danny Galm (* 1986), Fußballspieler und Trainer, wuchs in Amorbach auf.
- Tom Bischof (* 2005), Fußballspieler, wuchs in Amorbach auf.